# La Chapelle-Aubareil
Chapelle-Aubareil – miejscowość i gmina we Francji, w regionie Nowa Akwitania, w departamencie Dordogne.
Według danych na rok 1990 gminę zamieszkiwało 330 osób, a gęstość zaludnienia wynosiła 17 osób/km² (wśród 2290 gmin Akwitanii Chapelle-Aubareil plasuje się na 852. miejscu pod względem liczby ludności, natomiast pod względem powierzchni na miejscu 553.).